# Municipio de Austintown
El municipio de Austintown (en inglés: Austintown Township) es un municipio ubicado en el condado de Mahoning en el estado estadounidense de Ohio. En el año 2010 tenía una población de 36722 habitantes y una densidad poblacional de 538,35 personas por km².

## Geografía
El municipio de Austintown se encuentra ubicado en las coordenadas 41°5′41″N 80°45′39″O / 41.09472, -80.76083. Según la Oficina del Censo de los Estados Unidos, el municipio tiene una superficie total de 68.21 km², de la cual 63.46 km² corresponden a tierra firme y (6.96%) 4.75 km² es agua.

## Demografía
Según el censo de 2010, había 36722 personas residiendo en el municipio de Austintown. La densidad de población era de 538,35 hab./km². De los 36722 habitantes, el municipio de Austintown estaba compuesto por el 90.99% blancos, el 6.09% eran afroamericanos, el 0.18% eran amerindios, el 0.56% eran asiáticos, el 0.02% eran isleños del Pacífico, el 0.56% eran de otras razas y el 1.6% pertenecían a dos o más razas. Del total de la población el 2.57% eran hispanos o latinos de cualquier raza.